# Noctuelle du maïs
Sesamia nonagrioides
Espèce
La noctuelle du maïs (Sesamia nonagrioides) est une espèce d'insecte ravageur aussi appelé Sésamie ou Nonagrie bétique. En France, on le trouve principalement dans le Sud-Ouest (limites nord : Charentes).

## Description
La noctuelle du maïs adulte est un papillon de 20 mm à ailes repliées, thorax et tête velus, ailes antérieures beiges et postérieures blanches.
La chrysalide hémicylindrique, brun châtain mesure environ 20 mm. Crémaster formé de 4 fortes dents, 2 ventrales et 2 dorsales.
La larve est une chenille de 40 mm à son entier développement, rose pâle légèrement jaunâtre, stigmates noirs.

## Cycle de développement
2 à 3 générations par an dans le Sud-Ouest de la France.
Les larves hivernent dans les débris de maïs (collets) et réalisent leur nymphose en avril.
Les premiers adultes volent de mai à juin et pondent à l'abri des gaines des feuilles, en petits groupes de quelques dizaines d'éléments.
L'éclosion a lieu au bout de 10 à 14 jours.
Les chenilles de première génération sont présentes de fin mai à mi-juillet.
Le deuxième vol a lieu de mi-juillet à fin septembre, donnant des chenilles de fin juillet à début septembre.
Elles peuvent donner une troisième génération mais la plupart entre en diapause pour l'hiver.

## Dégâts
Les chenilles creusent des galeries à la base des feuilles (présence de sciure).
La tige creusée devient cassante, d'où un risque de verse ou de dessèchement des plantes.
Selon les stades d'attaque, les dégâts peuvent aller d'une sensibilisation à la verse à la mort de la plante.